# 도계역
도계역(Dogye station, 道溪驛)은 강원특별자치도 삼척시 도계읍에 위치한 영동선의 철도역이다.
신기역, 삼척역과 함께 삼척시의 관문역이며, 인근에 도계 시외버스 정류소가 위치해 있다. 영동선, 태백선, 중앙선 계통 열차가 주로 운행한다. 하루 18회의 무궁화호와 ITX-마음 열차가 정차하며, 추추파크 스위치백트레인의 도계역 까지 운행은 정지 되어있다.

## 역명 유래
본래 도로가 세 갈래로 갈라지는 곳에 있어, 도변촌이었는데 와전되어 도계로 된 것에서 유래하였다.

## 역사
- 1940년 7월 31일 : 철암선 도계역으로 개업[1]
- 1965년 10월 1일 : 사무관역으로 승격
- 1984년 7월 1일 : 역사 신축 착공
- 1984년 12월 28일 : 구내 역사 신축 준공
- 1996년 3월 28일 : 6급역으로 격하[2]
- 1996년 8월 6일 : 5급역으로 승격[3]
- 2003년 1월 28일 : 도계역 급수탑 등록문화재 지정
- 2006년 5월 1일 : 소화물 취급 중지
- 2007년 12월 31일 : 도계역 - 통리역 간 보조기관차 사업 폐지
- 2016년 1월 9일 : 추추파크 스위치백트레인 운행 개시[4]
- 2020년 3월 2일 : 영동선 동해행 누리로로 대체 및 무궁화호 일부정차 예정(1637호) 1641호는 3월 2일까지만 강릉행 무궁화호로 운행(3월 3일부터 누리로로 대체 운행)
- 2020년 8월 19일 : 동해산타열차 운행 개시
- 2023년 9월 1일 : ITX-마음 운행 개시

### 승강장
승강장은 1면 2선으로 운영되며, 무궁화호와 누리로가 정차하는 저상홈으로 구성되어 있다.
| ↑동백산 |
| ２１ \| |
| 신기↓   |

| 1 | 영동선 | 무궁화호 ITX-마음 누리로 동해산타열차 | 청량리·부전·동대구·영주·제천·동해 방면 |
| 2 | 영동선 | 무궁화호 ITX-마음 누리로 동해산타열차 | 청량리·부전·동대구·영주·제천·동해 방면 |

## 역 주변
- 도계 광업소
- 도계시외버스터미널
- 도계중학교

## 과거 시설

### 급수탑
이 급수탑은 지형을 고려하여 적정 수압을 얻어내기 위해 다른 역과 달리 낮은 높이로 지어졌으며, 2003년 1월 28일에 등록문화재로 지정되었다. 이 역에서 급수탑까지 도보로는 10분 거리에 위치해 있다.

### 임시 종착역 기능 수행
이 역은 2002년과 2003년에 각각 15호 태풍 루사와 14호 태풍 매미에 의한 영동선의 선로 유실 관계로 영동선의 임시 종착역으로 사용되기도 했으며, 복구가 끝난 이후에는 다시 중간역으로 전환되었다. 또한, 2011년 2월 중순 동해안 대폭설 사태시 부전 동대구발 무궁화호 정기 열차의 임시 종착역의 기능을 약 12시간가량 수행하였다.

### 보조기관차 견인
이 역과 통리역 사이의 스위치백 구간 및 급경사 구간을 극복하기 위한 보조 기관차 운용을 하는 역이었으나 보조 기관차 운용 사업이 2007년 12월 31일에 폐지되어 지금은 이 역에서 대기하는 단행기관차를 볼 수 없다.

## 사진

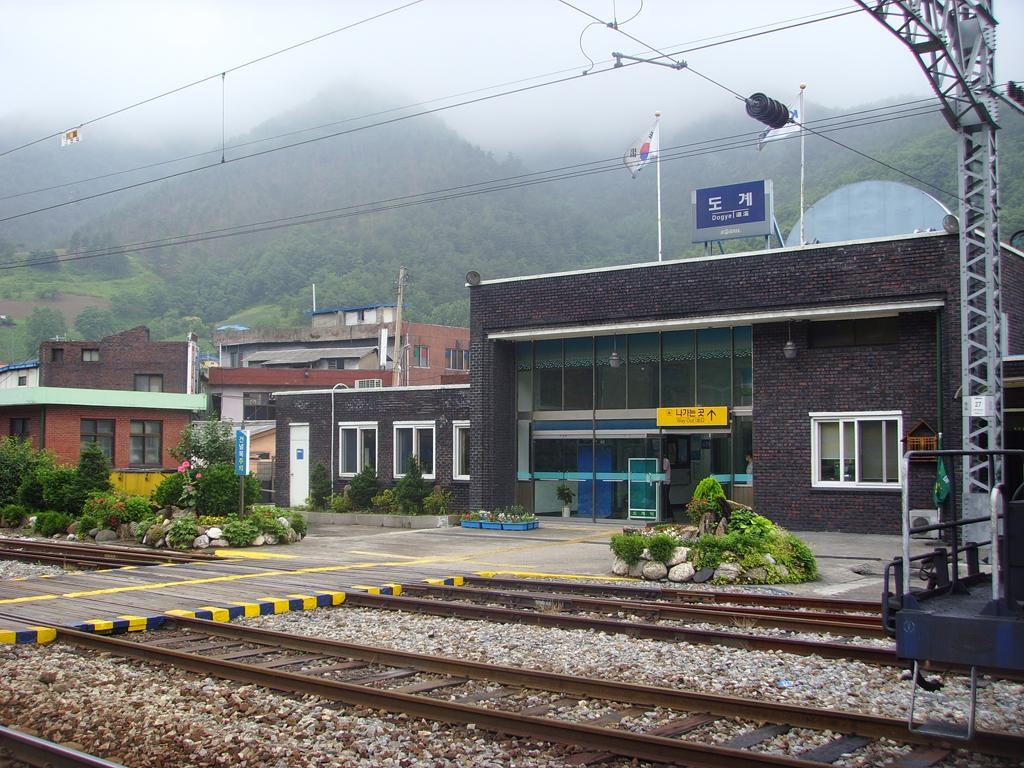
역사 뒷면
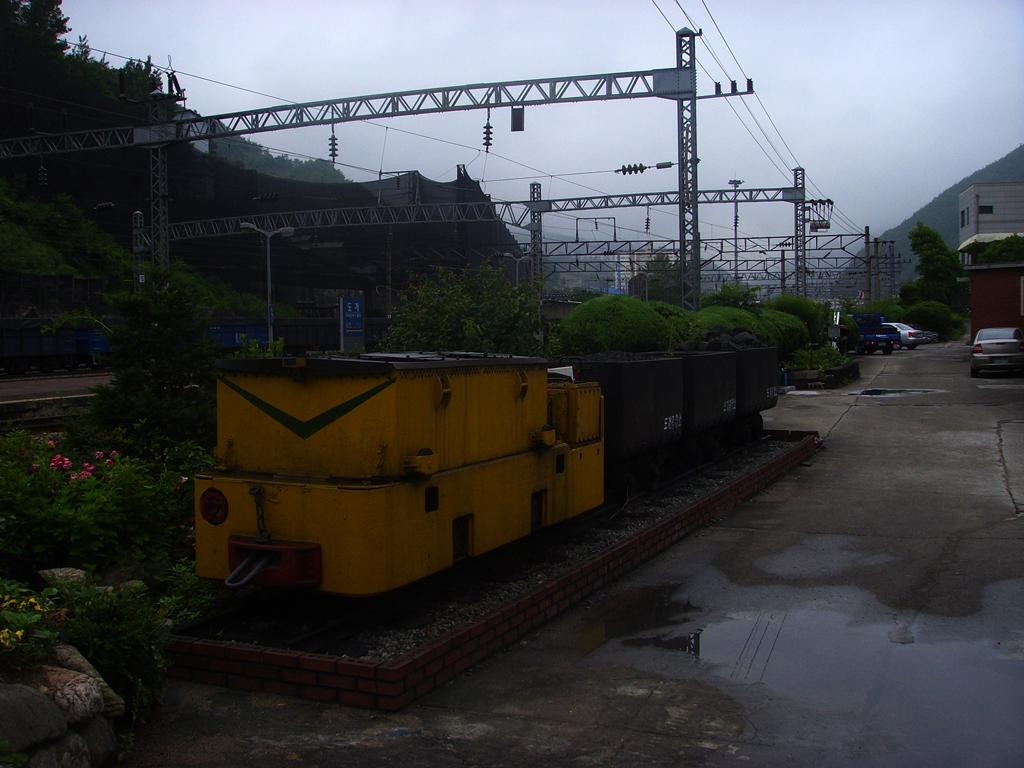
전시된 탄차
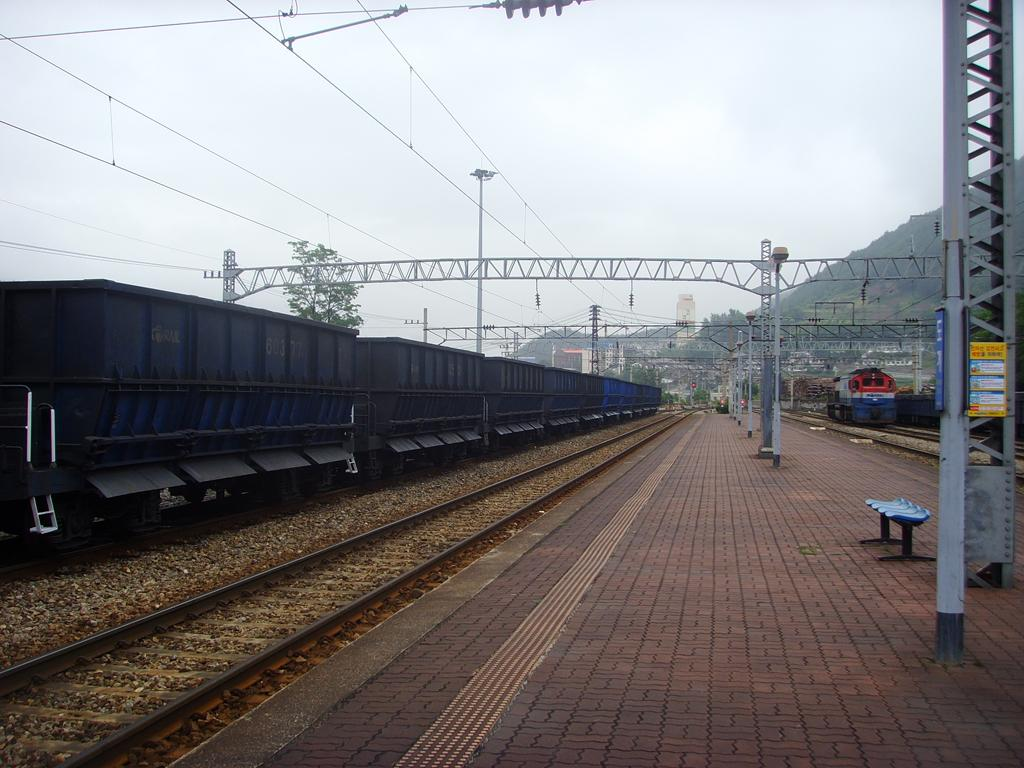
강릉 방향 승강장
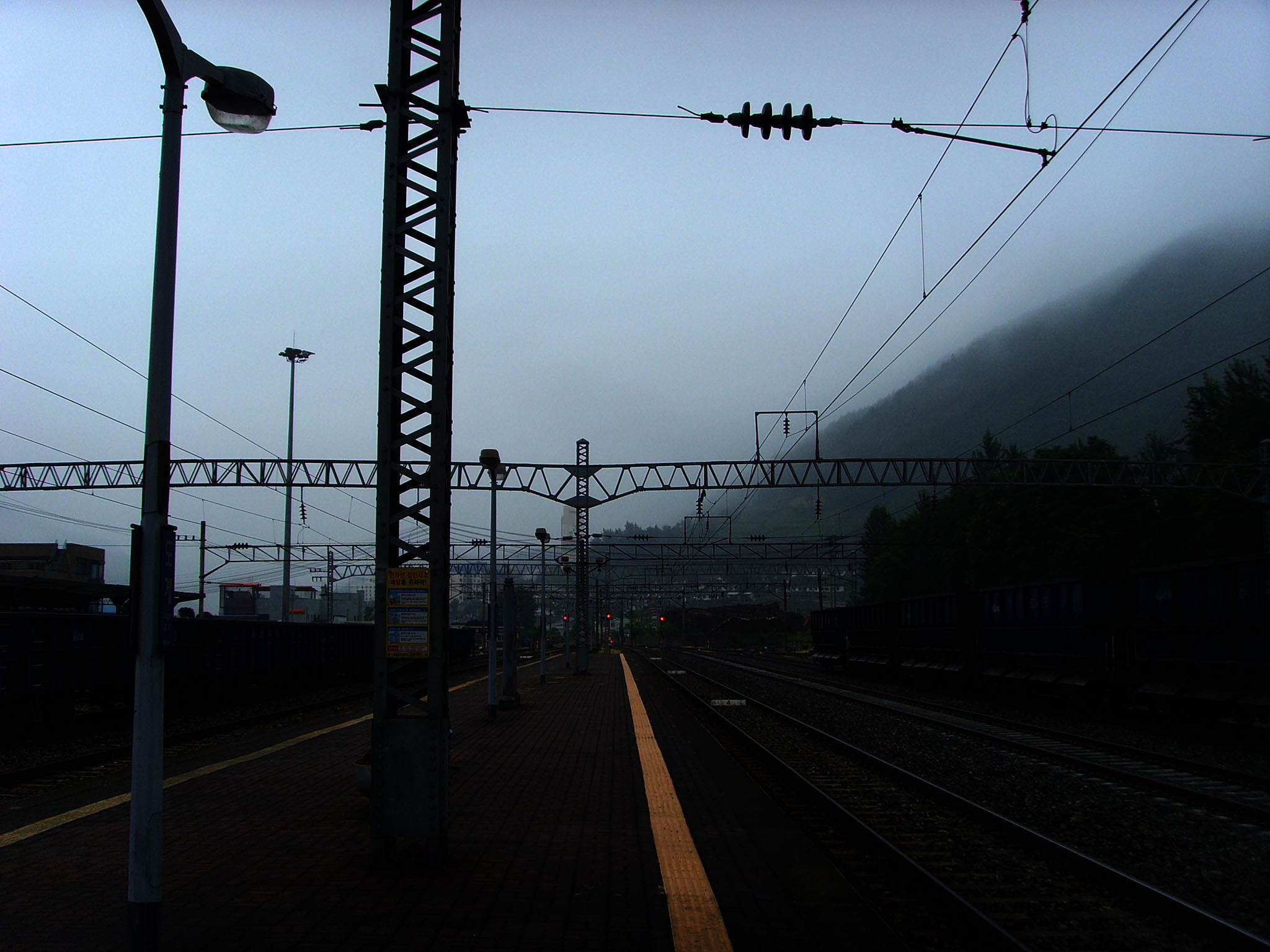
강릉 방향 승강장

## 인접한 역
| 영동선             | 영동선                   | 영동선         |
| ------------------ | ------------------------ | -------------- |
| 동백산 동대구 방면 | 무궁화 영동선            | 신기 동해 방면 |
| 동백산 영주 방면   | 무궁화호 영동선          | 신기 동해 방면 |
| 동백산 분천 방면   | 동해산타열차             | 신기 강릉 방면 |
| 영동선 · 태백선    |                          |                |
| 태백 청량리 방면   | ITX-마음 영동선 · 태백선 | 동해 방면      |
| 동백산 청량리 방면 | 무궁화 영동선 · 태백선   | 신기 동해 방면 |